# Marquesado de Viana del Bollo
El marquesado de Viana del Bollo es un título nobiliario español de carácter hereditario que fue concedido en fecha desconocida por Felipe II de España y que hace referencia al municipio de Viana del Bollo, en la actual provincia de Orense (Galicia).

## Historia
A finales del siglo XIV el magnate Pedro Enríquez de Castilla, que era hijo ilegítimo de Fadrique Alfonso de Castilla, maestre de la Orden de Santiago, y nieto del rey Alfonso XI de Castilla, ostentaba, entre otros, los títulos de conde de Trastámara, Lemos, Sarria, Viana y El Bollo, lo que le convertía en el magnate «más poderoso» o en el «gran señor de Galicia».
Pero la Casa de Pimentel obtuvo en el año 1450 el señorío de Viana del Bollo. Y el rey Felipe II concedió en fecha desconocida el título de marqués de Viana a Pedro Pimentel de Velasco, señor de las villas de Allariz, Milmanda, El Bollo, Alpudias y Aguiar, e hijo de Alonso Pimentel y Pacheco, II duque de Benavente.
Sin embargo, algunos autores argumentan que fue concedido por Carlos I de España, y ya en 1527 el considerado primer marqués obtuvo los señoríos de Allariz y Milmanda, por lo que si fuese así su hijo Felipe II reconoció la merced concedida por su antecesor.

## Marqueses de Viana del Bollo
1. Pedro Pimentel y Velasco (1517-1583)
2. Juan Pimentel Manrique.
3. Pedro Pimentel Manrique (m. 1632).
4. Rodrigo Pimentel Ponce de León
5. Antonia Mónica María de Córdoba y Velasco (m. 1633).
6. Ana Mónica de Zúñiga Módica y Córdoba (m. después de 1644).